# جامع الإمام أحمد بن حنبل
جامع الإمام أحمد بن حنبل وهو من مساجد العراق الحديثة الواقعة في محافظة صلاح الدين في قضاء سامراء بمنطقة حي الجبيرية، في جنوب مدينة سامراء ويبعد حوالي 4 كيلومترات عن مرقدي الأمامين العسكريين في سامراء، ولقد تأسس هذا المسجد في عام 1987م من قبل أحد المحسنين من أبناء مدينة سامراء، وتوسع بنيان الجامع سنة 2000م، ويمّول هذا المسجد على نفقة الخيرين والمنفقين لأنه لايملك أي دعم أو جهة ممولة لهُ، ويعد هذا المسجد من أحد رموز مدينة سامراء وخاصة في منطقة الجبيرية، ولقد أغلق هذا الجامع سنة 2004م عندما دخلت قوات الأحتلال الأمريكي مدينة سامراء وذلك بسبب أنشاء قاعدة عسكرية بجانبهِ ولمدة تزيد من 7 أيام وكذلك تمت مداهمته يوم الجمعة سنة 2008 من قبل قوات الصحوة المسماة المجلس الوطني لإنقاذ العراق للتوهم والأعتقاد بوجود جماعات من تنظيم القاعدة فيهِ، ولكن كذب الخبر.

## وصفه
سمي هذا الجامع نسبة إلى الإمام أحمد بن حنبل امام السنة والجماعة والشارع الذي أمامه يطلق عليهِ اسم شارع أحمد بن حنبل أو شارع الأمام الحنبلي، ويتميز المسجد يتصميمات معمارية بسيطة، ويحتوي الجامع على غرفتين كملحق له، الأولى خصصت للخطيب يوم الجمعة والإمام للمسجد، والأخرى خصصت لجمعية القرآن الكريم كفرعٍ لها.

## دورات تحفيظ القرآن
يشتهر الجامع كل سنة بقيامهِ لدورات تحفيظ القرآن الكريم فيه، ويشمل دورتين للذكور والإناث وتختم الدورة بتوزيع الجوائز للمشاركين.
ويذكر أن هيئة علماء المسلمين وفروعها في محافظات العراق ترعى العديد من نشاطات دورات تحفيظ القرآن الكريم في مناطق مختلفة من العراق.